# Mensdorf (Luksemburg)
Mensdorf (lb. Menster) – wieś (Uertschaft) we wschodnim Luksemburgu, w kantonie Grevenmacher, w gminie Betzdorf. Do 3 października 2015 miejscowość leżała w dystrykcie Grevenmacher. Liczy 947 mieszkańców (1 stycznia 2023).